# 4628 Лаплас
4628 Лаплас (4628 Laplace) — астероїд головного поясу, відкритий 7 вересня 1986 року.
Тіссеранів параметр щодо Юпітера — 3,354.
Названий на честь французького математика і астронома П'єр-Симон Лапласа.